# Vijay - Il mio amico indiano
Vijay - Il mio amico indiano (Vijay and I) è un film del 2013 diretto da Sam Garbarski.
Commedia statunitense con protagonisti Moritz Bleibtreu e Patricia Arquette.

## Trama
William è un attore che non ottiene molto successo. A causa di un grave errore, risulta su tutti i documenti morto. Così, decide, grazie all'aiuto di un ragazzo indiano, di cambiare vita.